# فرناندو إي. رودريغيز فارغاس
فرناندو إي. رودريغيز فارغاس (24 فبراير 1888 - 21 أكتوبر 1932)، طبيب أسنان وعالم ورائد في الجيش الأمريكي، اكتشف البكتيريا التي تسبب تسوس الأسنان.

## حياته
وُلِد فرناندو إميليو رودريجيز فارغاس في أدجونتاس [الإنجليزية]، بورتوريكو، لأبوين هما لوسيانو رودريجيز ودولوريس فارغاس. وهناك تلقى تعليمه الأساسي. لم تكن أدجونتاس تحتوي على مدرسة ثانوية حتى عام 1950، لذلك التحق بالمدرسة الثانوية في مدينة بونس، حيث كان يلتحق الطلاب الآخرون من أدجونتاس. بعد تخرجه من المدرسة الثانوية، تقدم بطلب وقبل في جامعة بورتوريكو، حيث التحق بدورات في الإسعافات الأولية وحصل على شهادة التدريس.
ذهب للعمل كمفتش في مصلحة الضرائب الداخلية للولايات المتحدة، ثم كمترجم إسباني لوزارة الحرب الأمريكية. في عام 1910، تقدم رودريجيز فارغاس وحضر كلية طب الأسنان بجامعة جورج تاون في واشنطن العاصمة، حيث حصل على درجة دكتور في جراحة الأسنان في عام 1913. ومن عام 1913 إلى عام 1915، مارس رودريجيز فارغاس طب الأسنان في عيادته الخاصة في واشنطن العاصمة.
في عام 1915، انضم إلى الخدمات الطبية الهندية للولايات المتحدة، وتم تعيينه في توسان، أريزونا، الواقعة في المنطقة الجنوبية الغربية من الولايات المتحدة. وخلال هذا الوقت، درس حالة مينا الأسنان المتبقعة التي كانت تؤثر على الأمريكيين الأصليين.